# 美馬儀一郎 (貴族院議員)
美馬 儀一郎（みま / みうま ぎいちろう、1867年4月7日（慶応3年3月3日）- 1939年（昭和14年）8月19日）は、日本の実業家、政治家。貴族院多額納税者議員。旧姓・神原、旧名・亀吉。

## 経歴
阿波国那賀郡富岡町（現徳島県阿南市富岡町）で、酒造業・神原五郎右衛門の二男として生まれた。少年時代は叔母の三木与吉郎家で奉公し東京支店で働いた。1885年2月、徳島佐古町918番屋敷の大地主・先代美馬儀一郎の養子となった。養父の死去により、1898年3月に家督を相続し儀一郎を襲名した。
家業の綿織物商に加えて、染織工場の設置、石炭販売業を開業するなど多角経営を計った。また、阿波染織同業組合長、阿波商業銀行頭取、徳島商業会議所会頭などを務め、徳島県立工業学校の設立、徳島高等工業学校の設備充実に尽力した。
政界では、1911年に貴族院多額納税者議員に当選して、同年9月29日に就任し、1918年9月28日まで1期在任した。

## 親族
- 妻 シナ（養父長女）[6]
- 養子 弘美（高本円次郎四男、離縁）[4][6]
- 二女 久（養子・弘美の妻）[4][6]
  - 孫 勤一（弘美・久夫妻の長男、儀一郎を襲名）[4][7]